# Willy A. Kleinau

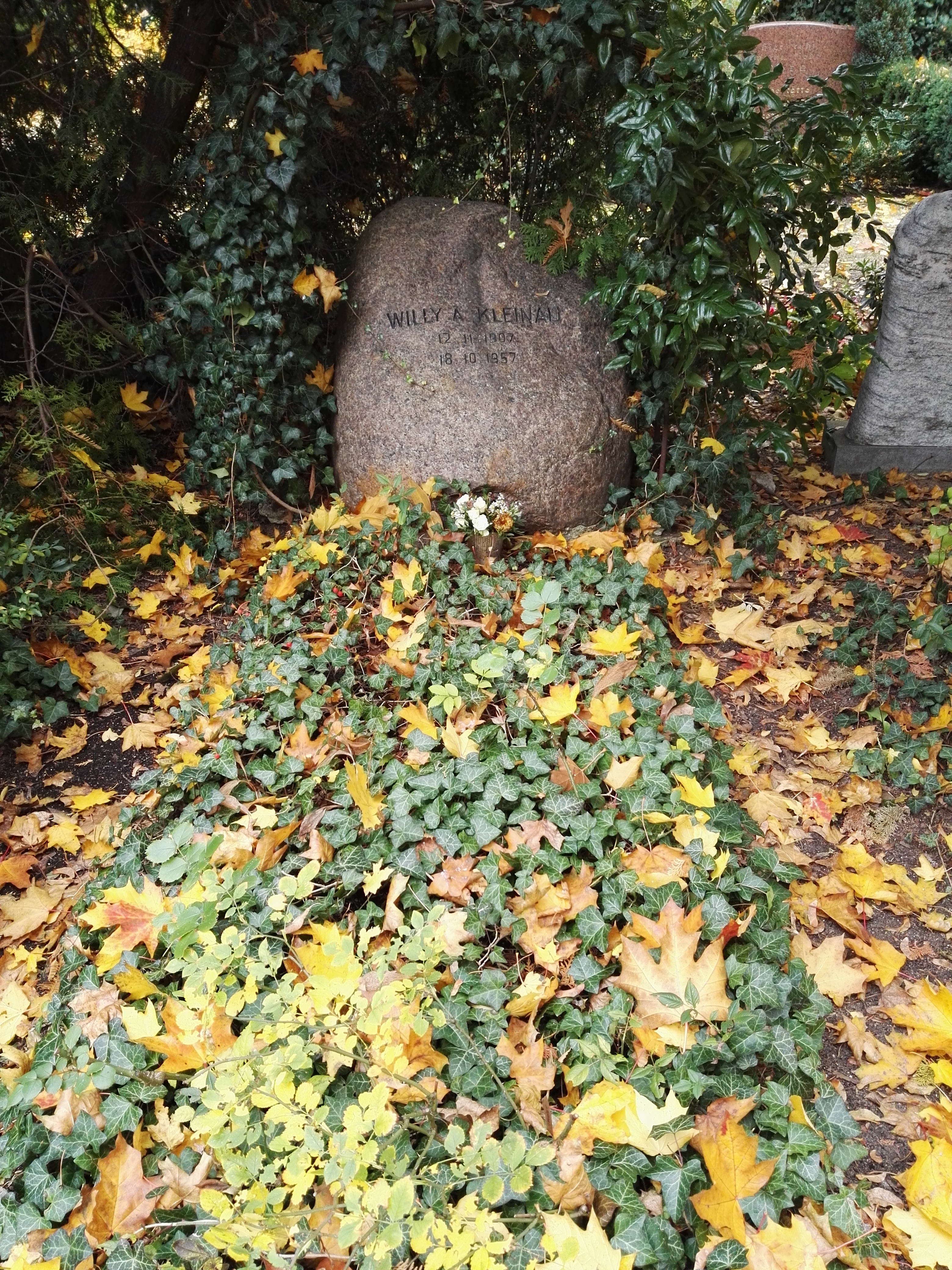
Tumba de Willy A. Kleinau

Willy A. Kleinau (12 de noviembre de 1907 † 18 de octubre de 1957) fue un actor y director de nacionalidad alemana.

## Biografía
Su nombre completo era Willy Adolf Kleinau, y nació en Mulhouse, en la actual Francia. Hasta 1932 disfrutó de las enseñanzas de Louise Dumont en Düsseldorf, trabajando a partir de entonces en Meiningen, Constanza, Potsdam y Wuppertal. Finalizada la Segunda Guerra Mundial, actuó en Bremen, Gotinga y Hamburgo, y desde 1949 también en Berlín.
En el Deutsches Theater y en el Volksbühne, ambos en Berlín, interpretó grandes clásicos de la escena teatral. Así, actuó en El inspector general, Vor Sonnenuntergang y Fausto. Otras obras en las cuales participó fueron la de George Bernard Shaw Frau Warrens Gewerbe (1950), Jegor Bulytschow und andere (1952, de Máximo Gorki) y Die kleinen Füchse (1957, de Lillian Hellman). En Otelo (1953) y Götz von Berlichingen (1955) interpretó a los personajes protagonistas.
Su carrera cinematográfica se inició en el año 1949, y se centró en producciones de la Deutsche Film AG. 
Poco antes de cumplir los cincuenta años de edad en 1957, Willy A. Knapp falleció en un accidente de tráfico ocurrido en las cercanías de Merseburg. Fue enterrado en el Cementerio de Dorotheenstädt, en Berlín.
Su patrimonio escrito se conserva en los archivos de la Academia de las Artes de Berlín.

## Filmografía (selección)
- 1949 : Hafenmelodie
- 1949 : Schicksal aus zweiter Hand
- 1949 : Die blauen Schwerter
- 1950 : Der Rat der Götter
- 1951 : El hacha de Wandsbek
- 1952 : Roman einer jungen Ehe
- 1952 : Karriere in Paris
- 1952 : Schatten über den Inseln
- 1953 : Die Unbesiegbaren
- 1954 : Kein Hüsung
- 1954 : Gefährliche Fracht
- 1954 : Carola Lamberti – Eine vom Zirkus
- 1955 : Der Teufel vom Mühlenberg
- 1955 : Ein Polterabend
- 1955 : Das Fräulein von Scuderi
- 1955 : Liebe, Tanz und 1000 Schlager
- 1956 : Das Bad auf der Tenne
- 1956 : Der Bauer vom Brucknerhof
- 1956 : Waldwinter
- 1956 : Zar und Zimmermann
- 1956 : El capitán de Köpenick
- 1956 : Was die Schwalbe sang
- 1957 : Reifender Sommer
- 1957 : Die Schönste
- 1957 : Frühling in Berlin
- 1957 : Spielbank-Affäre
- 1957 : Wie ein Sturmwind

## Teatro
- 1949 : Johann Wolfgang von Goethe: Fausto, dirección de Wolfgang Langhoff (Deutsches Theater de Berlín)
- 1949 : Friedrich Wolf: Tai Yang erwacht, dirección de Wolfgang Langhoff (Deutsches Theater Berlin)
- 1950 : Nikolái Gógol: El inspector general, dirección de Wolfgang Langhoff (Deutsches Theater Berlin)
- 1951 : William Shakespeare: Noche de reyes, dirección de Wolfgang Heinz (Deutsches Theater Berlin)
- 1952 : Máximo Gorki: Jegor Bulytschow und die Anderen, dirección de Hans Jungbauer (Deutsches Theater Berlin)
- 1952 : Friedrich Schiller: Don Carlos, dirección de Wolfgang Langhoff (Deutsches Theater Berlin)
- 1953 : Gotthold Ephraim Lessing: Minna von Barnhelm, dirección de Hans Jungbauer (Deutsches Theater Berlin)
- 1955 : Johann Wolfgang von Goethe: Götz von Berlichingen, dirección de Fritz Wisten (Volksbühne)
- 1955 : Gerhart Hauptmann: Vor Sonnenuntergang, dirección de Wolfgang Heinz (Deutsches Theater Berlin)
- 1956 : Hermann Bahr: Das Konzert, dirección de Robert Meyn (Deutsches Theater Berlin)
- 1956 : Lillian Hellman: Die kleinen Füchse, dirección de Wolfgang Heinz (Deutsches Theater Berlin)
- 1957 : William Shakespeare: El rey Lear, dirección de Wolfgang Langhoff (Deutsches Theater Berlin)

## Radio
- 1950 : Garson Kanin: Das vergilbte Manifest, dirección de Gottfried Herrmann (Berliner Rundfunk)
- 1950 : Maximilian Scheer: Paris, den 28. April, dirección de Werner Stewe (Berliner Rundfunk)
- 1950 : Karl Georg Egel: Das Hauptbuch der Solvays, dirección de Gottfried Herrmann (Berliner Rundfunk)
- 1951 : Walentina Ljubimowa: Schneeball, dirección de Werner Stewe (Berliner Rundfunk)
- 1951 : Maximilian Scheer: „Todeshandel“ oder „Mut zur Freiheit“, dirección de Werner Stewe (Berliner Rundfunk)
- 1951 : Karl Georg Egel: Das Lied von Helgoland, dirección de Gottfried Herrmann (Berliner Rundfunk)
- 1951 : Friedrich Karl Kaul: Funkhaus Masurenalle, dirección de Gottfried Herrmann (Berliner Rundfunk)
- 1951 : Maximilian Scheer: Der Hexenmeister, dirección de Werner Stewe (Berliner Rundfunk)
- 1951 : Heinrich von Kleist: Der zerbrochne Krug, dirección de Werner Wieland (Berliner Rundfunk)
- 1952 : Adam Tarn: Ortega, dirección de Günther Rücker (Berliner Rundfunk)
- 1952 : Nikolái Gógol: Die Heirat, dirección de Gottfried Herrmann (Berliner Rundfunk)
- 1953 : Pedro Calderón de la Barca: Der Richter von Zalamea, dirección de Peter Brang (Berliner Rundfunk)
- 1955 : Anna Seghers: Das siebte Kreuz, dirección de Hedda Zinner (Rundfunk der DDR)
- 2002 : Marianne Weil/Stefan Dutt: Legionäre, Guerilleros, Saboteure, dirección de Marianne Weil/Stefan Dutt (Deutschlandradio)

## Galardones
- 1951 y 1953 : Premio Nacional de la RDA